# 图奥莫·鲁图
图奥莫·鲁图（芬蘭語：Tuomo Ruutu，1983年2月16日—），芬兰男子冰球运动员。他曾代表芬兰参加2010年和2014年冬季奥林匹克运动会冰球比赛，获得二枚铜牌。他的哥哥亚尔科同样也是冰球选手。